# Basidiomycetes
Basidiomycetes G. Winter 1880 – jedna z trzech dawniej wyróżnianych klas grzybów w typie podstawczaków (Basidiomycota). Pozostałe dwie to Urediniomycetes i Ustilaginomycetes. We współczesnej taksonomii klasy te nie są uznawane, a gatunki zaliczane do Basidiomycetes według Dictionary of the Fungi w 2007 r. znalazły się w podtypie Agaricomycotina Doweld.
Basidiomycetes była najliczniejszą w gatunki klasą grzybów podstawkowych. Zaliczano do niej grzyby wytwarzające podstawki z komórek strzępek, a nie z zarodników. Na podstawkach w wyniku mejozy powstają zazwyczaj cztery, rzadziej dwie bazydiospory. Grupę tę dzielono na dwie podklasy:
- Holobasidiomycetidae Gäum. 1949 (pieczarniaki pojedynczopodstawkowe) – ich podstawki zwane holobazydiami są jednokomórkowe,
- Phragmobasidiomycetidae Gäum. 1949 (pieczarniaki złożonopodstawkowe) – mają kilkukomórkowe podstawki zwane fragmobazydiami, podzielone podłużnymi lub poprzecznymi przegrodami[1].

Obydwie te podklasy we współczesnej taksonomii również nie są uznawane.